# Hans í Mikladali
 Der er flere personer med dette navn, se Hans Hansen.
Hans Hansen (født 14. november 1920 i Mikladalur, død 8. marts 1970 i København), også kendt som Hans í Mikladali, var en færøsk kunstmaler. 

## Liv og virke
Hans Hansen blev født i bygden Mikladalur på Kalsoy i Færøernes nordligste øgruppe Nordoyar. Som andre unge færøske mænd tog 15 år på havfiskeri. Senere kom han i malerlære og blev i 1942 malersvend. Under den 2. verdenskrig boede han på Island, hvor han inspireret af af den islandske kunstner Johannes Kjarval fik interesse for kunst. 1949 tog Hans Hansen til København, hvor han 1949 -1953 var på Bizzie Høyers tegneskole og senere 1953-1957 på Kunstakademiet i København. På akademiet studerede han også freskomaleri. 1958 tog han sammen med sin færøske kunsnerkollega Ingálvur av Reyni på en studierejse til Paris.
Efter endt uddannelse flyttede han til Tórshavn. Hans Hansen hører til den banebrydende generation af færøske malere der i deres ungdom blev inspireret af Sámal Joensen-Mikines. Hans motiver var ofte forbundet med landskaber, huse og mennesker fra Kalsoy.
Hans Hansen ligger begravet i Mikladalur.

## Billedgalleri
- Landskab
- Bygden
- Mand
- Selvportræt